# Stránka
Stránka är en ort i Tjeckien.   Den ligger i regionen Mellersta Böhmen, i den centrala delen av landet, 40 km norr om huvudstaden Prag. Stránka ligger 318 meter över havet och antalet invånare är 222.
Terrängen runt Stránka är platt, och sluttar söderut.Runt Stránka är det ganska glesbefolkat, med 47 invånare per kvadratkilometer. Närmaste större samhälle är Mladá Boleslav, 17,2 km öster om Stránka. Trakten runt Stránka består till största delen av jordbruksmark.